# Weissia obtusifolia
Weissia obtusifolia är en bladmossart som beskrevs av C. Müller 1845. Weissia obtusifolia ingår i släktet krusmossor, och familjen Pottiaceae. Inga underarter finns listade i Catalogue of Life.